# National Endowment for Democracy

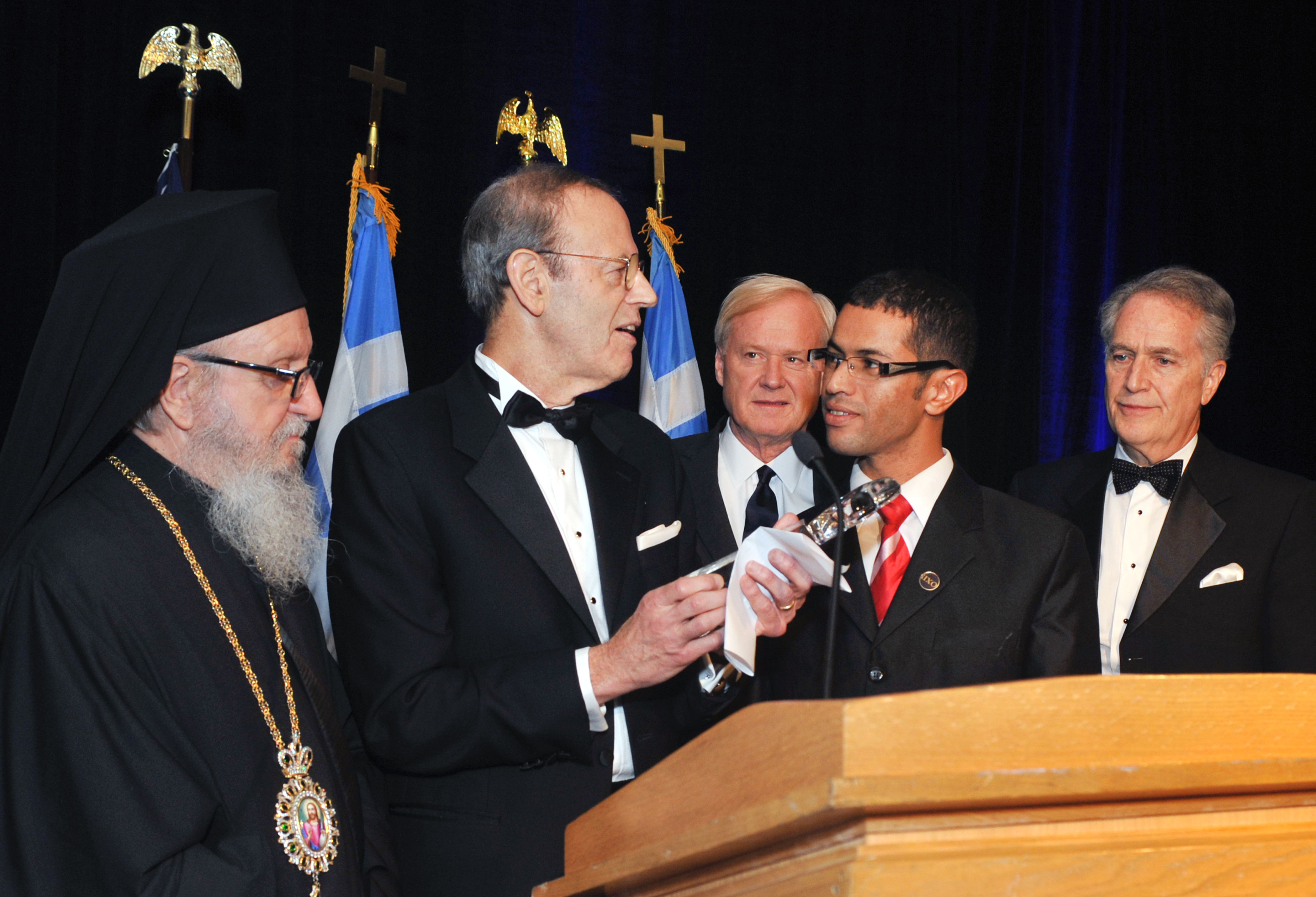
Il presidente del National Endowment for Democracy, Carl Gershman (secondo da sinistra), consegna un premio a un leader tunisino della Primavera araba nel novembre 2011.

La National Endowment for Democracy (NED) è un'agenzia statunitense fondata nel 1983 con l'obiettivo dichiarato di "promuovere la democrazia" e contrastare l'Unione Sovietica e l'influenza comunista all'estero.
Anche se a volte viene definita organizzazione non governativa, la NED funziona come un'organizzazione non governativa quasi autonoma. Finanziata principalmente e annualmente dal Congresso degli Stati Uniti la NED è stata creata dal Democracy Program come una società bipartisan, privata, senza scopo di lucro e, a sua volta, funge da fondazione per la concessione di sovvenzioni.
Dalla sua fondazione, la NED ha assunto diverse attività precedentemente svolte segretamente dalla CIA. Gruppi politici, attivisti, accademici e alcuni governi hanno accusato l'agenzia di essere uno strumento delle politiche di interventismo degli Stati Uniti nel mondo.

## Storia

### Fondazione
Un disegno di legge è stato introdotto nell'aprile 1967 dal membro del Congresso Dante Fascell (D-FL) per creare un istituto per gli affari internazionali. E sebbene il disegno di legge non sia stato approvato, ha portato a delle discussioni a Capitol Hill per costruire un'istituzione in cui gli sforzi per la democrazia all'estero avrebbero portato benefici agli Stati Uniti e, dal loro punto di vista, anche ai paesi che lottano per la libertà e l'autogoverno.
In un discorso del 1982 al palazzo di Westminster, il presidente Ronald Reagan propose un'iniziativa, davanti al Parlamento britannico, "per promuovere l'infrastruttura della democrazia: un sistema di libertà di stampa, sindacati, partiti politici, università".
Il governo degli Stati Uniti, attraverso l'Agenzia degli Stati Uniti per lo Sviluppo Internazionale (USAID), incaricò l'American Political Foundation di studiare metodologie di promozione della democrazia, che divenne nota come "The Democracy Program". Il programma raccomandava la creazione di una società bipartisan, privata e senza scopo di lucro nota come National Endowment for Democracy (NED). La NED, sebbene definita come organizzazione non governativo, viene finanziato principalmente tramite stanziamenti annuali del governo degli Stati Uniti ed è soggetto alla supervisione del Congresso. La funzione dell'agenzia era quella di attaccare l'Unione Sovietica sulla tematica della democrazia.
Il Dipartimento di Stato e l'Agenzia di informazione degli Stati Uniti (USIA) hanno proposto la NED per incoraggiare e facilitare gli scambi tra istituzioni democratiche attraverso i settori privati; promuovere la partecipazione non governativa ai programmi di formazione democratica; rafforzare i processi elettorali democratici all'estero in cooperazione con le forze democratiche autoctone; promuovere la cooperazione tra i gruppi del settore privato americano e quelli all'estero "dediti ai valori culturali, alle istituzioni e alle organizzazioni del pluralismo democratico", e incoraggiare lo sviluppo democratico coerente con gli interessi sia degli Stati Uniti che degli altri gruppi che ricevono assistenza.
Nel 1983, la commissione per gli affari esteri della Camera statunitense ha proposto di fornire un finanziamento iniziale di 31,3 milioni di dollari per la NED come parte dell'Atto di autorizzazione del Dipartimento di Stato (HR 2915), poiché la NED era nelle sue fasi iniziali di sviluppo, lo stanziamento era fissato a 18 milioni di dollari. Il rapporto della conferenza sull'HR 2915 è stato adottato dalla Camera il 17 novembre 1983 e dal Senato il giorno successivo. Il 18 novembre 1983, gli articoli costitutivi furono depositati nel Distretto di Columbia per istituire il National Endowment for Democracy come organizzazione senza scopo di lucro.

### Anni '80 a al 2020
La NED è stata fra i maggiori finanziatori di Solidarność, il sindacato di matrice cattolica e anticomunista, il quale ebbe un ruolo di spicco nella lotta contro il Partito Operaio Unificato Polacco e che determinò la caduta della Repubblica Popolare di Polonia.
La NED ha svolto un ruolo nel sostenere la primavera araba del 2011. Ad esempio, il Movimento giovanile del 6 aprile in Egitto, il Centro del Bahrain per i diritti umani e l'attivista yemenita Entsar Qadhi hanno ricevuto formazione e finanziamenti dalla NED. In Egitto, tra il 2008 e il 2012 ha anche sostenuto il colonnello Omar Afifi Soliman, un ufficiale di polizia in esilio che si opponeva alle presidenze di Hosni Mubarak e Mohamed Morsi, nonché all'Accademia democratica egiziana dell'attivista laicista Esraa Abdel-Fatah nel 2011.
Dal 2004 ha concesso 8,758 milioni di dollari a gruppi uiguri tra cui il Congresso mondiale degli Uiguri, il Progetto uiguri sui diritti umani, la Campagna per gli Uiguri e il Progetto Uyghur Transitional Justice Database. Ha anche sostenuto i dissidenti cinesi. Ad esempio, tra il 2005 e il 2012 ha concesso piccole sovvenzioni alla ONG China Free Press e nel 2019 ha donato circa 643.000 dollari a programmi della società civile a Hong Kong. In risposta, nel 2020 la Cina ha imposto sanzioni al presidente della NED Carl Gershman e Michael Abramowitz, presidente della Freedom House.

### Sospensione dell'attività del 2025
Nel gennaio 2025, durante la seconda presidenza di Donald Trump, Elon Musk, capo del neonato Dipartimento dell'Efficienza Governativa, ha bloccato l'erogazione dei fondi del NED paralizzando l'organizzazione. Nell'anno fiscale del 2025 ha ricevuto 315 milioni di dollari.
The Free Press ritiene che lo smantellamento del NED simboleggerebbe un cambiamento epocale nella politica estera degli Stati Uniti, mettendo a repentaglio l'idea che gli ideali democratici favoriscano la forza e l'influenza globale degli USA, e che quindi l'amministrazione Trump non crede più che promuovere la democrazia nel mondo sia nell'interesse nazionale.

## Finanziamento e struttura
La NED è una fondazione che distribuisce fondi a organizzazioni non governative private per promuovere la democrazia all'estero in circa 90 Paesi. Metà del finanziamento NED viene assegnato ogni anno a quattro principali organizzazioni statunitensi: l'American Center for International Labour Solidarity (ACILS - associato all'AFL-CIO), il Center for International Private Enterprise (CIPE - affiliato con la Camera di Commercio degli Stati Uniti), il National Democratic Institute for International Affairs (NDI - associato al Partito Democratico statunitense) e l'International Republican Institute (IRI, precedentemente noto come National Republican Institute for International Affairs e affiliato al Partito Repubblicano). L'altra metà del finanziamento della NED viene assegnata ogni anno a centinaia di organizzazioni non governative con sede all'estero che richiedono sostegno. Nel 2011, il Partito Democratico e il Partito Repubblicano hanno ottenuto circa 100 milioni di dollari all'anno attraverso la NED.

### Fonte di finanziamento
La NED riceve uno stanziamento annuale dal budget degli Stati Uniti (è compreso nel capitolo del budget del Dipartimento di Stato destinato all'Agenzia statunitense per lo sviluppo internazionale-USAID) ed è soggetto alla supervisione del Congresso anche come organizzazione non governativa.
Dal 1984 al 1990 la NED ha ricevuto annualmente 15-18 milioni di dollari di finanziamenti dal Congresso e 25-30 milioni di dollari dal 1991 al 1993. A quel tempo il finanziamento proveniva dalla United States Information Agency. Nel 1993 la NED ha quasi perso i suoi finanziamenti al Congresso, dopo che la Camera dei Rappresentanti inizialmente aveva votato per abolire i suoi finanziamenti. Il finanziamento (di 35 milioni di dollari, un aumento rispetto ai 30 milioni di dollari dell'anno prima) è stato mantenuto solo dopo una vigorosa campagna da parte dei sostenitori della NED.
Nell'anno finanziario alla fine di settembre 2009 NED ha registrato un reddito di 135,5 milioni di dollari, quasi tutti provenienti da agenzie governative degli Stati Uniti. Oltre ai finanziamenti governativi, la NED ha ricevuto finanziamenti da fondazioni, come la Smith Richardson Foundation, la John M. Olin Foundation e altre. La Fondazione Bradley ha sostenuto il Journal of Democracy con 1,5 milioni di dollari nel periodo 1990-2008.
Nel 2018, il presidente Donald Trump ha proposto di tagliare i finanziamenti della NED e di tagliare i suoi collegamenti con gli istituti del Partito Democratico e del Partito Repubblicano.

### Il presidente
Il presidente di lunga data della NED (dal 30 aprile 1984) è Carl Gershman, ex consigliere senior presso il rappresentante degli Stati Uniti alle Nazioni Unite ed ex direttore esecutivo dei socialdemocratici USA.

## Democracy Award
Il Consiglio di amministrazione di NED conferisce ogni anno un Premio Democrazia per riconoscere "il lavoro coraggioso e creativo di individui e organizzazioni che hanno promosso la causa dei diritti umani e della democrazia in tutto il mondo". Il trofeo è una replica in scala ridotta della Dea della Democrazia che è stata costruita durante le proteste di piazza Tienanmen del 1989.
Tra i destinatari degni di nota figurano: il premio Nobel per la pace Liu Xiaobo, l'ex presidente del Messico Vicente Fox ed il giornalista Veton Surroi. Gli oratori precedenti alla cerimonia di premiazione hanno incluso il senatore americano John McCain, il presidente della Camera Paul Ryan e il leader democratico della Camera Nancy Pelosi.

### Destinatari
| Anno | Tema                                                            | Destinatario                                         | Nazionalità              | Note |
| ---- | --------------------------------------------------------------- | ---------------------------------------------------- | ------------------------ | --- |
| 2020 | Lavoro per il rafforzamento la società civile in Sudan          | Regional Centre for Development and Training         | Sudan (bandiera)         | Il gruppo ha formato centinaia di giovani in tutto il paese su democrazia, attivismo e impegno locale |
| 2020 | Lavoro per il rafforzamento la società civile in Sudan          | Nuba Women for Education and Development Association | Sudan (bandiera)         | Il gruppo ha formato attiviste donne locali per impegnarsi in processi di pace e attivismo su questioni locali e rispetto dei diritti delle donne |
| 2020 | Lavoro per il rafforzamento la società civile in Sudan          | Darfur Bar Association                               | Sudan (bandiera)         | Il gruppo ha sostenuto le persone emarginate per difendere i loro diritti e ha fornito assistenza legale agli attivisti prima e durante le proteste |
| 2019 | Difensori dei diritti umani e religiosi in Cina                 | World Uyghur Congress                                | Kokbayraq flag.svg       | Il gruppo, rappresentato da Dolkun Isa, che difende la democrazia, i diritti umani e la libertà per il popolo uiguro e l'uso di mezzi pacifici, nonviolenti e democratici per aiutare gli uiguri a raggiungere l'autodeterminazione                                                          |
| 2019 | Difensori dei diritti umani e religiosi in Cina                 | Tibet Action Institute                               | Tibet (bandiera)         | Il gruppo, rappresentato da Lhadon Tethong, utilizza strumenti di comunicazione digitale con azioni strategiche non violente per rafforzare la capacità e l'efficacia del movimento tibetano nell'era digitale                                                                               |
| 2019 | Difensori dei diritti umani e religiosi in Cina                 | ChinaAid                                             | Cina (bandiera)          | Gruppo, rappresentato da Bob Fu, organizzazione cristiana senza scopo di lucro internazionale per i diritti umani impegnata nella promozione della libertà religiosa e dello stato di diritto in Cina                                                                                        |
| 2018 | Movimento per i diritti umani e la democrazia in Corea del Nord | Citizens' Alliance for North Korean Human Rights     | Corea del Sud (bandiera) | Gruppo con sede a Seul che difende i diritti umani in Corea del Nord. |
| 2018 | Movimento per i diritti umani e la democrazia in Corea del Nord | Now Action & Unity for Human Rights                  | Corea del Sud (bandiera) | Gruppo, guidato da Ji Seong-ho, che difende i diritti umani in Corea del Nord ed il progetto di riunificazione coreana. |
| 2018 | Movimento per i diritti umani e la democrazia in Corea del Nord | Transitional Justice Working Group (TJWG)            | Corea del Sud (bandiera) | Onlus con sede a Seoul che documenta le prove dei crimini contro l'umanità in Corea del Nord. |
| 2018 | Movimento per i diritti umani e la democrazia in Corea del Nord | Unification Media Group (UMG)                        | Corea del Sud (bandiera) | Consorzio multimediale con sede a Seoul che include Daily NK, Radio Free Chosun e Open North Korea Radio. |
| 2017 | Attivisti anti-corruzione                                       | Cynthia Gabriel                                      | Malaysia (bandiera)      | Difensore dei diritti umani e leader nella lotta alla corruzione in Malesia. |
| 2017 | Attivisti anti-corruzione                                       | Khalil Parsa                                         | Afghanistan (bandiera)   | Fondatore e direttore esecutivo dell'Organizzazione di sostegno per la società civile afghana (SOACS). |
| 2017 | Attivisti anti-corruzione                                       | Claudia Escobar                                      | Guatemala (bandiera)     | Studioso di giurisprudenza, ex magistrato della Corte d'Appello del Guatemala e difensore dello stato di diritto; è fuggito dal paese nel 2015 dopo essere diventato un informatore in un caso di corruzione che comportava interferenze politiche illegali nella magistratura guatemalteca. |
| 2017 | Attivisti anti-corruzione                                       | Rafael Marques de Morais                             | Angola (bandiera)        | Giornalista angolano e attivista per i diritti umani si è concentrato sull'indagine sulla corruzione, l'impunità e gli abusi del governo nell'industria dei diamanti. |
| 2017 | Attivisti anti-corruzione                                       | Denys Bihus                                          | Ucraina (bandiera)       | Giornalista investigativo concentrato sulla lotta alla corruzione. |
| 2015 | Prigionieri politici del Venezuela                              |                                                      | Venezuela (bandiera)     | Mitzy Capriles de Ledezma, Lilian Tintori e Tamara Sujú hanno ritirato il premio chiamato "leader politici incarcerati, difensori dei diritti umani, sindacalisti e attivisti studenteschi".                                                                                                 |
| 2014 | Dissidenti della Repubblica popolare cinese                     | Liu Xiaobo                                           | Cina (bandiera)          | Premio Nobel per la pace 2010, attivista per i diritti umani e la riforma politica noto per il ruolo svolto nel lancio di Charta 08. |
| 2014 | Dissidenti della Repubblica popolare cinese                     | Xu Zhiyong                                           | Cina (bandiera)          | Studioso di diritto, co-fondatore di Open Constitution Initiative in Cina. |
| 2013 | Attivisti giovanili per la democrazia                           | Gulalai Ismail                                       | Pakistan (bandiera)      | Attivista per i diritti umani che ha fondato Aware Girls all'età di 16 anni. |
| 2013 | Attivisti giovanili per la democrazia                           | Harold Cepero                                        | Cuba (bandiera)          | Uno degli autori del Progetto Varela a Cuba. Premio assegnato postumo. |
| 2013 | Attivisti giovanili per la democrazia                           | Vera Kichanova                                       | Russia (bandiera)        | Reporter per il quotidiano indipendente "Novaja Gazeta", attivista civico, deputato municipale a Južnoe Tušino, Mosca. |
| 2013 | Attivisti giovanili per la democrazia                           | Glanis Changachirere                                 | Zimbabwe (bandiera)      | Fondatrice dell'Istituto per lo sviluppo delle giovani donne. |
| 2012 | Movimento per la democrazia birmano                             |                                                      |                          | |
| 2012 | Movimento per la democrazia birmano                             | Min Ko Naing                                         | Birmania (bandiera)      | Membro fondatore dell'88 Generation Students Group. |
| 2012 | Movimento per la democrazia birmano                             | Hkun Htun Oo                                         | Birmania (bandiera)      | Politico e presidente della Shan Nationalities League for Democracy. |
| 2012 | Movimento per la democrazia birmano                             | Kyaw Thu                                             | Birmania (bandiera)      | Attore e fondatore della Free Funeral Service Society. |
| 2012 | Movimento per la democrazia birmano                             | Aung Din                                             | Birmania (bandiera)      | Ex prigioniero politico e leader di Rivolta 8888, movimento pro-democrazia. |
| 2012 | Movimento per la democrazia birmano                             | Cynthia Maung                                        | Birmania (bandiera)      | Medico di etnia Karen ed operaio di una clinica medica. |
| 2002 | Attiviste donne nel mondo musulmano                             | Mehrangiz Kar                                        | Iran (bandiera)          | Avvocato e attivista per i diritti umani. |
| 2002 | Attiviste donne nel mondo musulmano                             | Muborak Tashpulatova                                 | Uzbekistan (bandiera)    | Attivista dell'educazione civica, Tashkent direttore del Public Education Center. |
| 2002 | Attiviste donne nel mondo musulmano                             | Nadjet Bouda                                         | Algeria (bandiera)       | Attivista per i diritti umani che si concentra sugli "scomparsi" della guerra civile algerina. |
| 2002 | Attiviste donne nel mondo musulmano                             | Mariam Hussein Mohamed                               | Somalia (bandiera)       | Attivista per i diritti umani con sede a Mogadiscio, fondatore e direttore della Dr. Ismail Jumale Human Rights Organization. |

## Centro per l'Assistenza ai Media Internazionali (CIMA)
Nel 2006, CIMA (Center for International Media Assistance) è stata fondata come iniziativa del National Endowment for Democracy con l'incoraggiamento del Congresso e una sovvenzione dell'Ufficio per la democrazia, i diritti umani e il lavoro del Dipartimento di Stato. CIMA promuove il lavoro di media indipendenti e giornalisti all'estero, con particolare attenzione ai paesi in via di sviluppo, ai social media, ai media digitali e al giornalismo partecipativo. Ha pubblicato il suo primo rapporto, Empowering Independent Media: US Efforts to Foster Free and Independent Media Around the World, nel 2008, e successivamente ha pubblicato altri rapporti, tra cui un rapporto sui media digitali nelle società soggette a conflitti e un rapporto sull'uso dei telefoni cellulari in Africa.

## Controversie
Nel corso di un'indagine del 2010 di ProPublica, Paul Steiger, l'allora redattore capo della pubblicazione, ha affermato che coloro che hanno guidato la creazione di NED hanno da tempo riconosciuto che l'agenzia ha la funzione di tramutare le operazioni di promozione della democrazia da segrete a palesi, citando come prova un'intervista del 1991 in cui l'allora presidente della NED Allen Weinstein disse: "Molto di quello che facciamo oggi è stato fatto di nascosto 25 anni fa dalla CIA".
I critici hanno paragonato il finanziamento della NED ai gruppi nicaraguensi (sindacati pro-USA e conservatori, partiti politici, gruppi di studenti, gruppi imprenditoriali e associazioni di donne) negli anni '80 e '90 in Nicaragua al precedente sforzo della CIA "per sfidare e minare" la sinistra al governo in Cile. Lo studioso latinoamericano William M. LeoGrande scrive che il finanziamento di circa 2 milioni di dollari della NED in Nicaragua tra il 1984 e il 1988 è stato la "principale fonte di assistenza aperta all'opposizione civica", di cui circa la metà è andata al quotidiano anti-sandinista La Prensa.
Secondo il sociologo William Robinson, i fondi NED durante gli anni di Reagan furono alla fine utilizzati per cinque attività pseudo-segrete sovrapposte: formazione alla leadership per élite filo-statunitensi, promozione di sistemi educativi e mass media filo-statunitensi, rafforzamento delle istituzioni della democrazia finanziando organizzazioni filo-statunitensi nello stato bersaglio, propaganda e sviluppo di reti d'élite transnazionali. Criticando queste attività, Robinson ha scritto che "i politici statunitensi affermano di essere interessati al processo (elezioni libere ed eque) e non al risultato (i risultati di queste elezioni); in realtà, la preoccupazione principale è il risultato". Lo scienziato politico Lindsey A. O'Rourke scrive che la NED dell'era Reagan ha svolto un ruolo chiave negli sforzi degli Stati Uniti "per promuovere le transizioni democratiche in Cile, Haiti, Liberia, Nicaragua, Panama, Filippine, Polonia e Suriname", ma lo ha fatto per promuovere il successo dei partiti filo-USA, non solo per promuovere la democrazia, e non ha mai sostenuto i partiti di opposizione comunisti o socialisti.
Durante le proteste in Thailandia del 2020, i gruppi filo-governativi hanno citato il sostegno della NED ai gruppi simpatizzanti dei manifestanti per affermare che il governo degli Stati Uniti stava organizzando le proteste. L'ambasciata degli Stati Uniti a Bangkok ha formalmente negato le accuse di finanziamento o sostegno ai manifestanti.

### Reazione dei governi stranieri

#### Russia
I funzionari del governo della Federazione Russa ed i media statali hanno consideravano la NED ostile al Paese. Nel 2015, l'agenzia di stampa statale russa RIA Novosti ha incolpato le sovvenzioni della NED per le proteste di massa di Euromaidan che hanno costretto alla fuga il presidente ucraino Viktor Yanukovich. Nel luglio 2015, il governo russo ha dichiarato NED una ONG "indesiderabile", rendendola la prima organizzazione bandita dalla legge russa sulle organizzazioni indesiderabili firmata due mesi prima dal presidente russo Vladimir Putin.

#### Cina
Nel 2019, il governo della Cina ha sanzionato la NED in risposta all'approvazione da parte del Congresso degli Stati Uniti dell'Hong Kong Human Rights and Democracy Act. Il governo cinese ha dichiarato che la NED e la CIA hanno lavorato in tandem per fomentare segretamente le proteste di Hong Kong del 2019-2020, e che la NED ha agito come un fronte dell'intelligence statunitense. La NED era una delle numerose ONG con sede negli USA sanzionate dal governo cinese; altri includevano Human Rights Watch, Freedom House, National Democratic Institute e International Republican Institute. La Cina ha anche già fortemente limitato le attività delle ONG straniere sul proprio suolo, in particolare dal 2016. I beneficiari delle sovvenzioni della NED ad Hong Kong includevano la difesa dei gruppi per i diritti umani come il Centro di solidarietà ed il Centro di giustizia di Hong Kong. Il governo cinese ha affermato che le organizzazioni sanzionate sono forze "anti-cinesi" che "incitano attività separatiste per l'indipendenza di Hong Kong". Un funzionario del Dipartimento di Stato statunitense ha affermato che le accuse d'interferenza straniera contro le ONG fossero manovre distrarre dalle "legittime preoccupazioni" degli hongkonghesi. Michael Pillsbury, analista di politica estera dell'Hudson Institute ed ex funzionario dell'amministrazione Reagan, ha affermato che l'accusa cinese non fosse del tutto falsa.
Nell'agosto 2020, il presidente della NED Carl Gershman è stato sanzionato, insieme ai capi di altre quattro organizzazioni per la democrazia ed i diritti umani con sede negli Stati Uniti e sei legislatori repubblicani statunitensi, dal governo cinese per aver sostenuto il movimento per la democrazia di Hong Kong nel 2019-2020. I leader delle cinque organizzazioni hanno visto la sanzione, i cui dettagli non erano specificati, come risposta alla precedente sanzione da parte degli Stati Uniti di 11 funzionari di Hong Kong. L'ultimo passo era stato a sua volta una reazione all'entrata in vigore della legge sulla sicurezza nazionale di Hong Kong alla fine di giugno. Nel dicembre 2020 la Cina ha sanzionato il direttore senior della NED, John Knaus, affermando che "interferisce palesemente negli affari di Hong Kong e interferisce grossolanamente negli affari interni della Cina".

#### Altri
Altri governi che si sono opposti all'attività della NED includono l'Egitto sotto il governo di Hosni Mubarak, l'India governata da Narendra Modi, e il Venezuela.